# جين مكفادين
جين مكفادين (بالإنجليزية: Gene McFadden)‏ هو مغن مؤلف وملحن ومنتج أسطوانات أمريكي، ولد في 2 يوليو 1948 في أولانتا في الولايات المتحدة، وتوفي في 27 يناير 2006 في فيلادلفيا في الولايات المتحدة بسبب سرطان الكبد وسرطان الرئة.

## وصلات خارجية
- جين مكفادين على موقع IMDb (الإنجليزية)
- جين مكفادين على موقع ميوزك برينز (الإنجليزية)
- جين مكفادين على موقع قاعدة بيانات برودواي على الإنترنت (الإنجليزية)
- جين مكفادين على موقع أول ميوزيك (الإنجليزية)
- جين مكفادين على موقع ديسكوغز (الإنجليزية)